# Медвежена
Медвежена — деревня в Фалёнском районе Кировской области.

## География
Находится на расстоянии примерно 19 километров по прямой на юго-запад от районного центра поселка Фалёнки.

## История
Деревня известна с 1873 года, когда в ней было учтено дворов 5 и жителей 51, в 1905 11 и 105, в 1926 14 и 69, в 1950 5 и 15. В 1989 году зафиксировано 293 жителя. Первоначальное название починок Мусихинский. До 2020 года входила в Медвеженское сельское поселение Фалёнского района, ныне непосредственно в составе Фалёнского района. На 2022 год деревня заброшена.

## Население
Постоянное население  составляло 262 человека (русские 88%) в 2002 году, 81 в 2010. На момент 2022 года постоянное население составляет 0 человек.